# العلاقات اليابانية الليتوانية
العلاقات اليابانية الليتوانية هي العلاقات الثنائية التي تجمع بين اليابان وليتوانيا.

## مقارنة بين البلدين
هذه مقارنة عامة ومرجعية للدولتين:
| وجه المقارنة                                              | اليابان         | ليتوانيا                                                    |
| --------------------------------------------------------- | --------------- | ----------------------------------------------------------- |
| المساحة (كم2)                                             | 377.97 ألف      | 65.30 ألف                                                   |
| عدد السكان (نسمة)                                         | 126.79 مليون    | 2.79 مليون                                                  |
| الكثافة السكانية (ن./كم²)                                 | 335.45          | 42.73                                                       |
| العاصمة                                                   | طوكيو           | فيلنيوس، كاوناس                                             |
| اللغة الرسمية                                             | اللغة اليابانية | اللغة الليتوانية                                            |
| العملة                                                    | ين ياباني       | ليتاس ليتواني، يورو                                         |
| الناتج المحلي الإجمالي (بليون دولار)                      | 4.87 تريليون    | 47.17 مليار                                                 |
| الناتج المحلي الإجمالي (تعادل القوة الشرائية) بليون دولار | 5.18 تريليون    | 84.06 مليار                                                 |
| الناتج المحلي الإجمالي الاسمي للفرد دولار أمريكي          | 34.52 ألف       | 14.15 ألف                                                   |
| الناتج المحلي الإجمالي للفرد دولار أمريكي                 | 36.62 ألف       | 27.69 ألف                                                   |
| مؤشر التنمية البشرية                                      | 0.903           | 0.839                                                       |
| رمز المكالمات الدولي                                      | +81             | +370                                                        |
| رمز الإنترنت                                              | .jp             | .lt                                                         |
| المنطقة الزمنية                                           | توقيت اليابان   | ت ع م+02:00، ت ع م+03:00، أوروبا/فيلنيوس ‏، توقيت شرق أوروبا |

## مدن متوأمة
في ما يلي قائمة باتفاقيات التوأمة بين مدن يابانية وليتوانية:
- ترتبط كوجي مع كلايبيدا باتفاقية توأمة.

## منظمات دولية مشتركة
يشترك البلدان في عضوية مجموعة من المنظمات الدولية، منها:
| علم المنظمة | اسم المنظمة                               | تاريخ انضمام اليابان | تاريخ انضمام ليتوانيا |
| ----------- | ----------------------------------------- | -------------------- | --------------------- |
|             | مجموعة الموردين النوويين                  | ?                    | ?                     |
|             | يونسكو                                    | 2 يوليو 1951         | 7 أكتوبر 1991         |
|             | مؤسسة التمويل الدولية                     | 20 يوليو 1956        | 15 يناير 1993         |
|             | المركز الدولي لتسوية المنازعات الاستشارية | 16 سبتمبر 1967       | 5 أغسطس 1992          |
|             | منظمة التعاون الاقتصادي والتنمية          | ?                    | 5 يوليو 2018          |
|             | منظمة حظر الأسلحة الكيميائية              | ?                    | ?                     |
|             | مؤسسة التنمية الدولية                     | 27 ديسمبر 1960       | 23 سبتمبر 2011        |
|             | منظمة التجارة العالمية                    | ?                    | ?                     |
|             | وكالة ضمان الاستثمار متعدد الأطراف        | 12 أبريل 1988        | 8 يونيو 1993          |
|             | الاتحاد البريدي العالمي                   | ?                    | ?                     |
|             | الاتحاد الدولي للاتصالات                  | 29 يناير 1879        | 1 يوليو 1923          |
|             | منظمة الشرطة الجنائية الدولية             | ?                    | ?                     |
|             | الأمم المتحدة                             | 18 ديسمبر 1956       | 17 سبتمبر 1991        |
|             | البنك الدولي للإنشاء والتعمير             | 13 أغسطس 1952        | 6 يوليو 1992          |

## وصلات خارجية
- موقع وزارة الخارجية اليابانية
- موقع وزارة الخارجية الليتوانية